# Buenaventura (Hiszpania)
Buenaventura – gmina w Hiszpanii, w prowincji Toledo, w Kastylii-La Mancha, o powierzchni 35,77 km². W 2011 roku gmina liczyła 490 mieszkańców.